# Mainneville
Mainneville é uma comuna francesa na região administrativa da Normandia, no departamento de Eure. Estende-se por uma área de 8,22 km². Em 2010 a comuna tinha 442 habitantes (densidade: 53,8 hab./km²).